# Pasilla

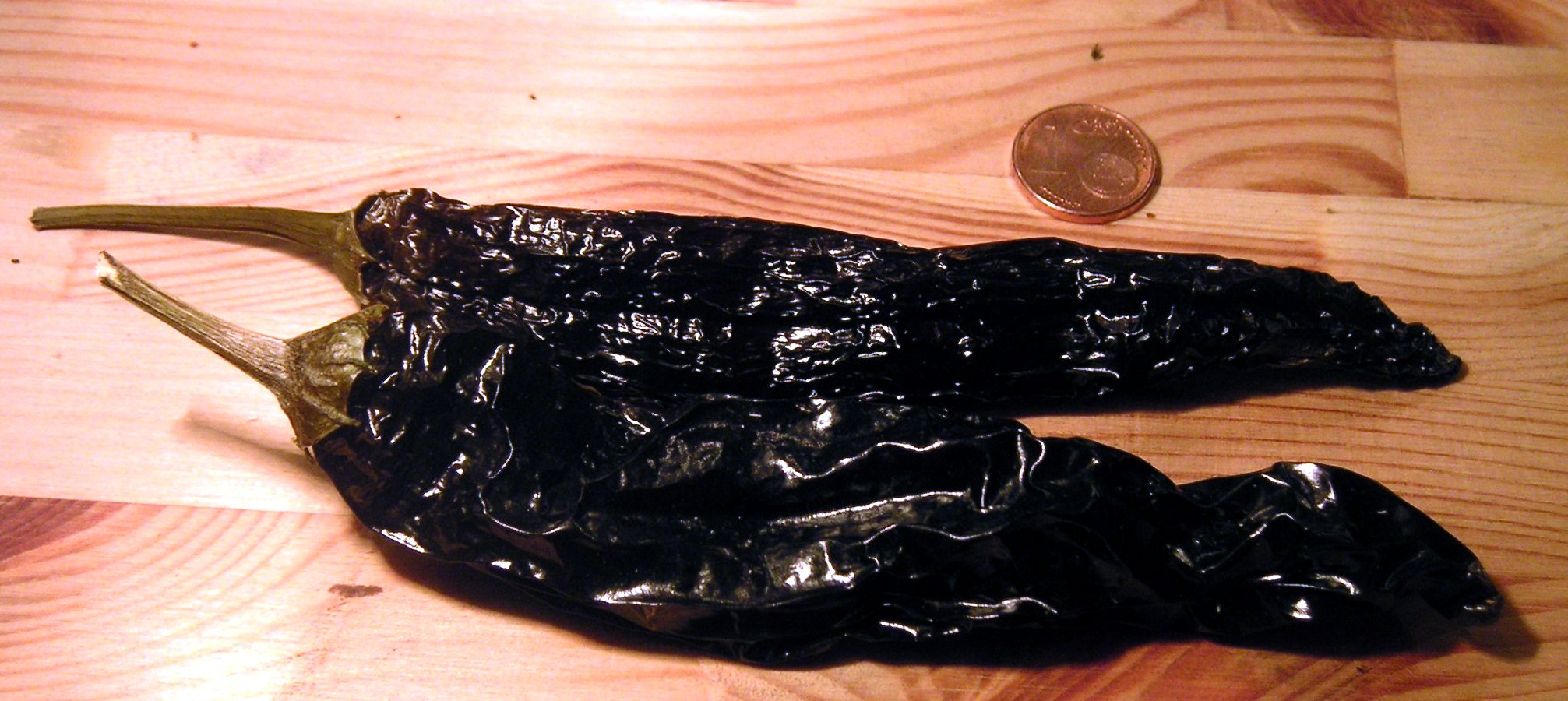
Getrocknete Pasilla-Früchte

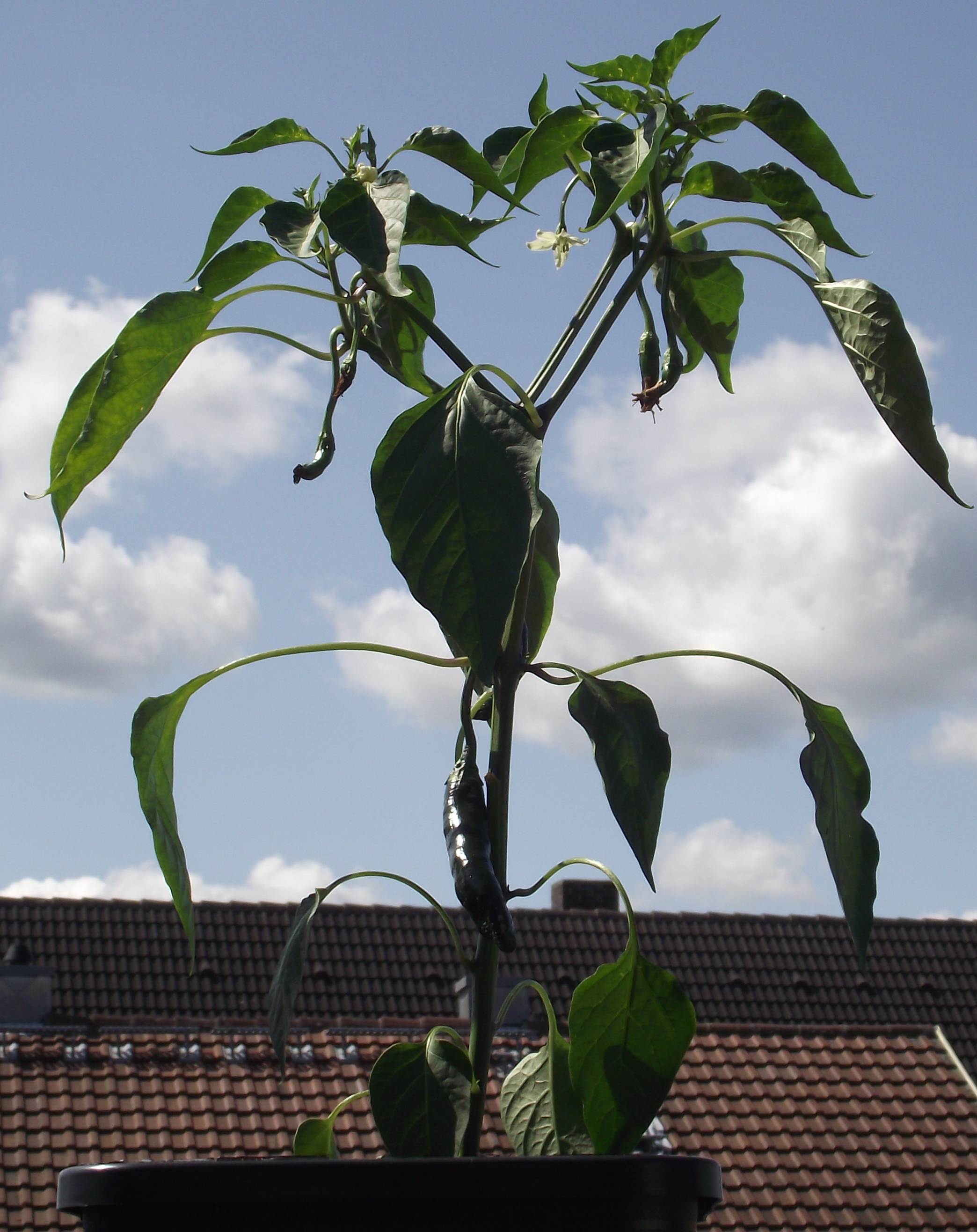
Pasilla-Pflanze mit unreifen Früchten

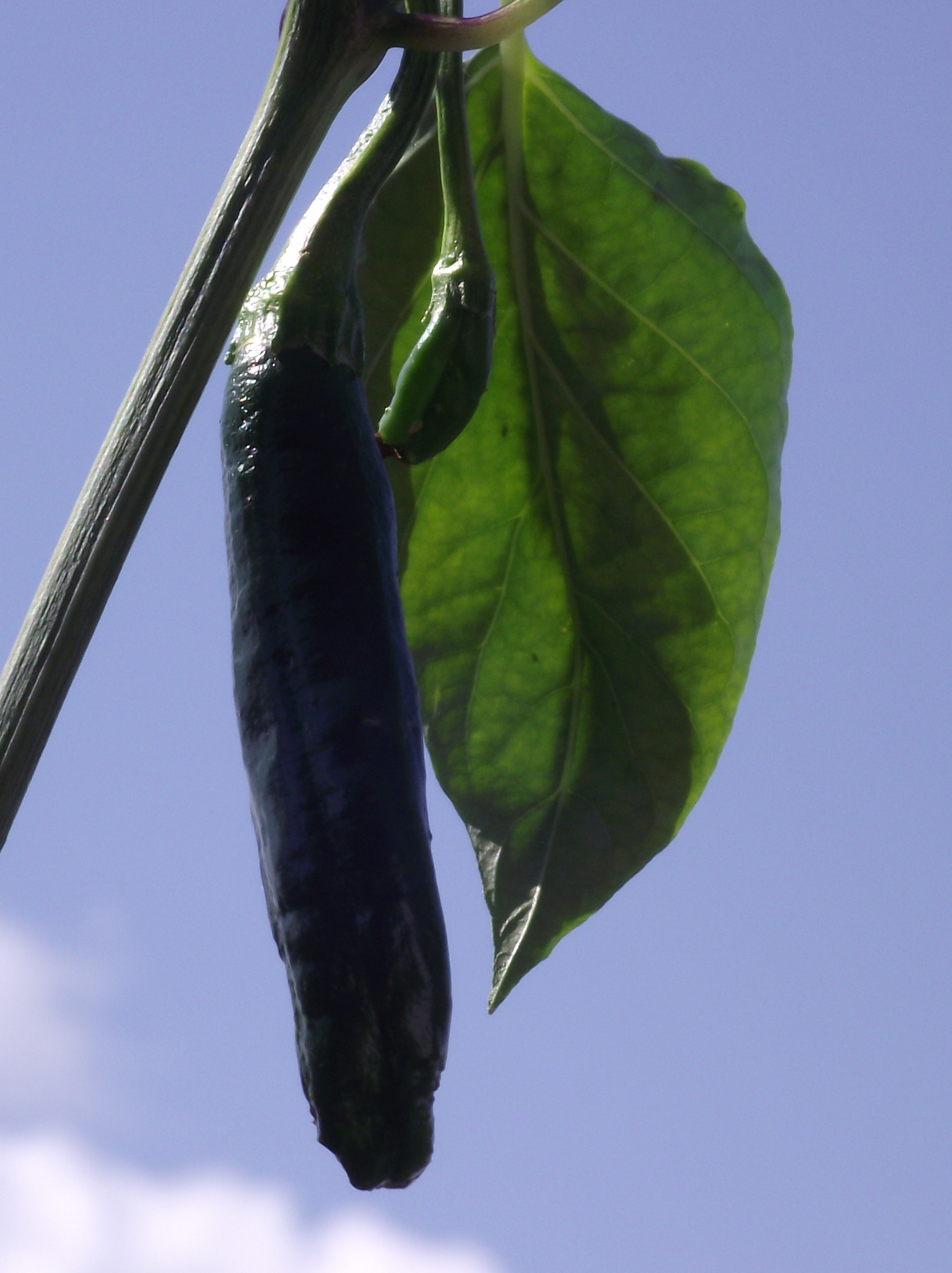
Unreife Pasilla-Früchte (Chilaca)

Pasilla ist eine Zuchtform der Paprika-Art Capsicum annuum, welche vor allem in Mexiko angebaut wird und deren Früchte zusammen mit den Paprikasorten Ancho oder Poblano (bzw. Mulato, in getrockneter Form) ein wichtiger Faktor der dortigen Küche sind. Oftmals werden auch nur die getrockneten Früchte Pasilla genannt, die frischen Früchte werden zum Teil als Chilaca bezeichnet.

## Beschreibung
Die Früchte der Pasilla-Pflanzen sind länglich, oftmals mit gerunzelter Oberfläche, zwischen 2 und 4 cm dick und bis zu 15 und 20 cm lang. Zunächst dunkelgrün, werden sie bei Reife rötlich-braun und haben eine Schärfe von ca. 4–5 (Skala von 1 bis 10).

## Kultivierung
Hauptanbaugebiete liegen in den mexikanischen Bundesstaaten Aguascalientes, Jalisco, Guanajuato, Zacatecas und Michoacán. Insgesamt werden dort ca. 1200 Hektar landwirtschaftliche Nutzfläche für den Anbau von Pasilla verwendet.

## Verwendung
Pasilla werden vor allem in der mexikanischen und Tex-Mex-Küche verwendet. Meist werden die Früchte im Ganzen getrocknet angeboten, zum Teil auch als Pulver gemahlen. Frisch wird die Pasilla kaum verwendet. Eingesetzt wird die Pasilla vor allem in Saucen, wie zum Beispiel der mexikanischen Mole. Oft wird sie zusammen mit Ancho und Mulato – getrockneten Früchten der Chili-Sorte Poblano – verwendet.